# Vánoce v umění

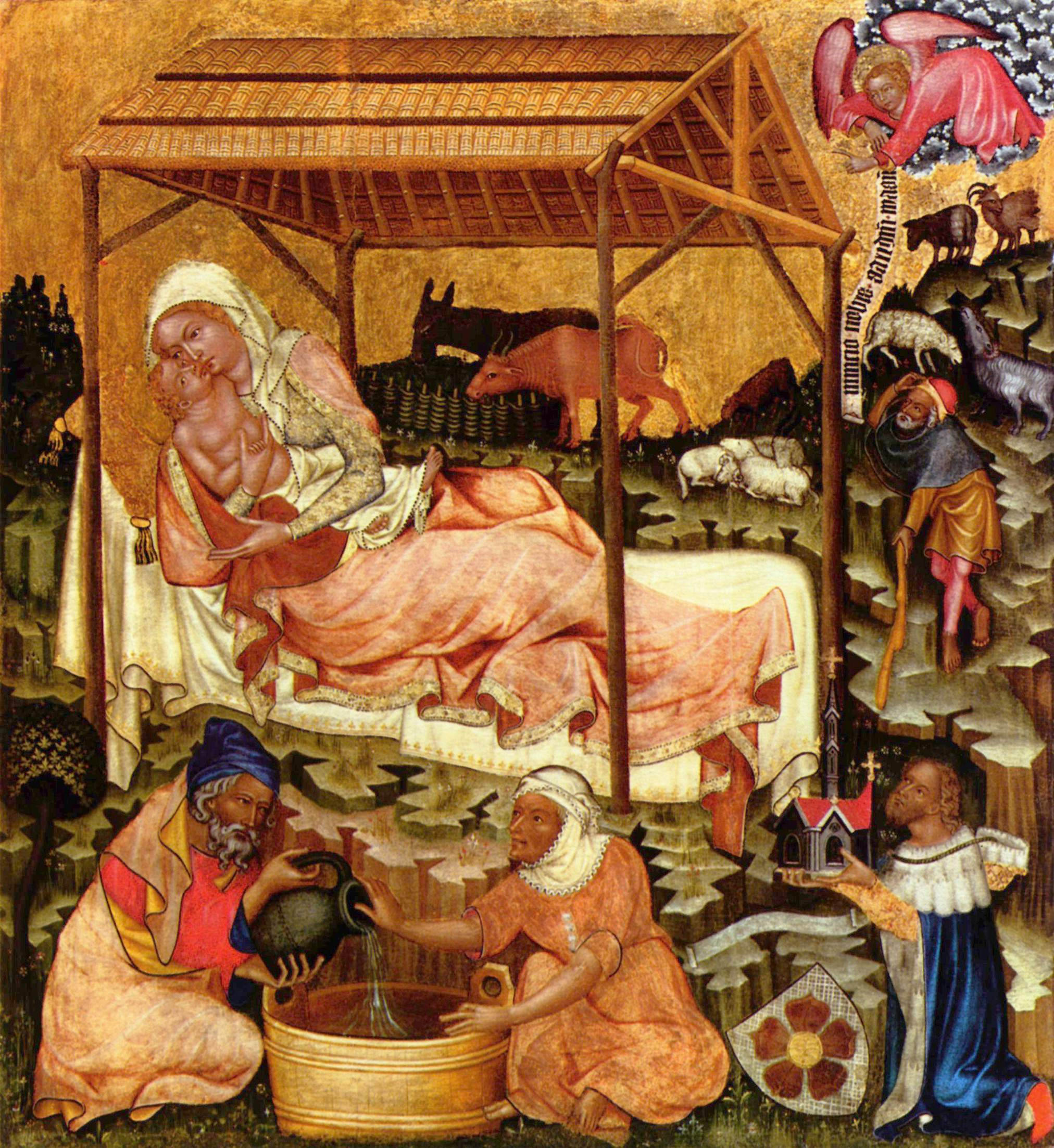
Narození Krista na desce z Vyšebrodského cyklu, kol. r. 1350

Vánoce jako významný svátek ovlivnily umělecké projevy již v období raného křesťanství. Vánoce se odrážejí v dílech umělců ve výtvarném umění, později v hudbě a literatuře a ve 20. století je také námětem filmů. 

## Výtvarné umění
Zobrazení Vánoc ve výtvarném umění je téměř výhradně doménou malby. Sochařské zpracování je, s výjimkou reliéfního podání a lidových betlémů, velmi vzácné. Umělcem v Česku známým malbami vánočních motivů byl ještě ve 20. století Josef Lada. Jeho typická a často užívaná díla však na počátku 21. století upadly u mladé generace v zapomenutí kvůli nákladům na copyright. Mezi poměrně známé patří disneyovské vánoční postavy. Rozšířeným druhem výtvarného umění s vánočními motivy bylo lidové řezbářství, které se s ohledem na období Vánoc zaměřovalo na loutky a betlémy.

### Narození Krista
Základním vánočním tématem ve výtvarném umění je Narození Krista. To bylo zobrazováno již v raněkřesťanském umění, avšak zpravidla pouze jako součást christologických cyklů. Místo narození není v biblickém textu nikterak popsáno a jedinou indicií je to, že narozený Ježíš byl položen do jeslí. Kristovo narození je proto zpravidla situováno do chléva, respektive do dřevěného přístřešku postaveného pro zvířata, který často (zvláště v pozdní gotice a rané renesanci) bývá vestavěný do trosek rozměrné antické stavby. V oblastech působení Ortodoxní církve se Kristovo narození odehrává zpravidla v jeskyni. Kromě zvířat a svaté rodiny bývají od 14. století obvyklou součástí scény narození Krista klanění pastýřů. Často jsou součástí scény také andělé, kteří buďto v pozadí výjevu zvěstují narození Spasitele, nebo jsou jako pozorovatelé přítomni samotnému betlémskému výjevu.

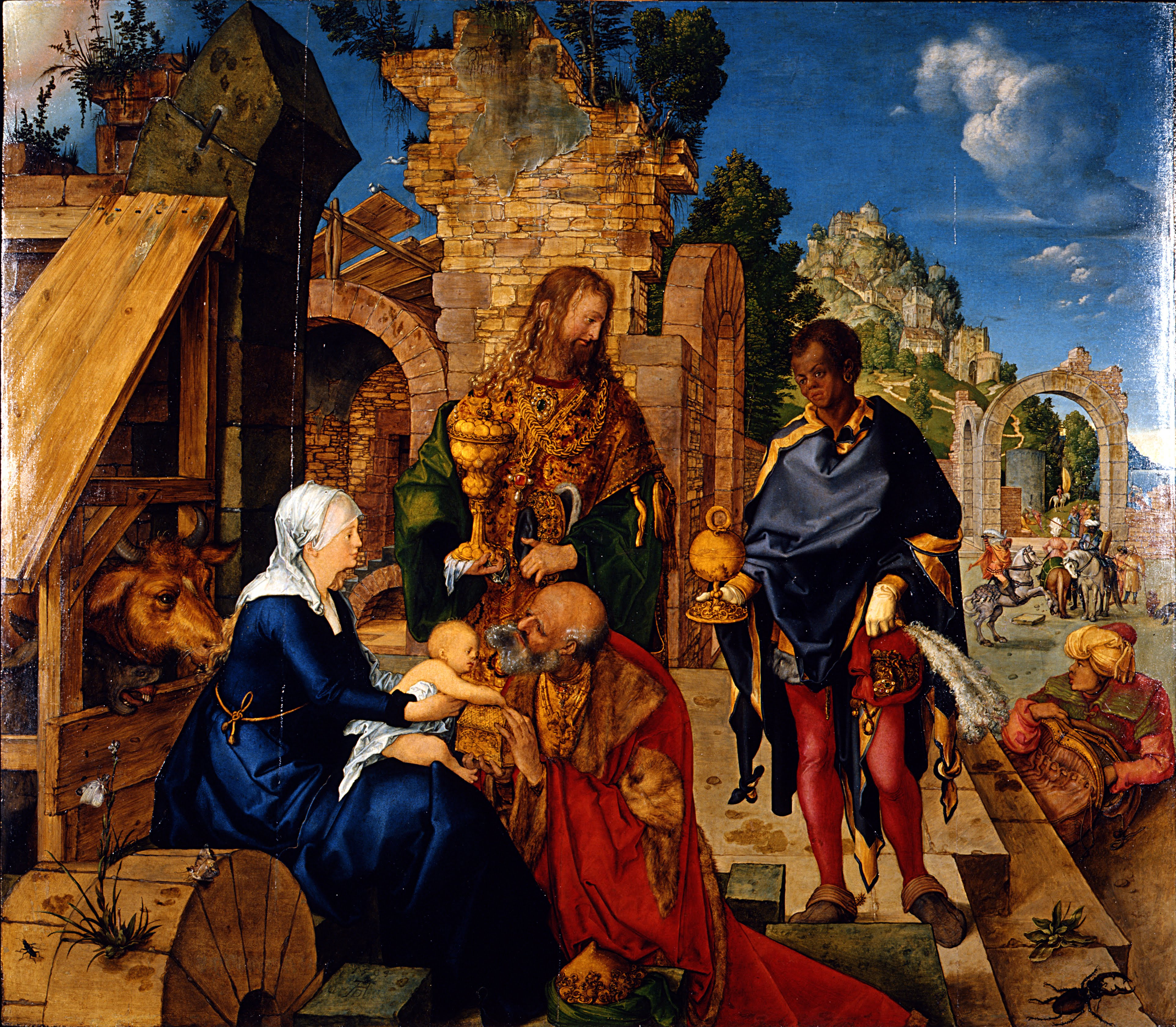
Klanění tří králů od Albrechta Dürera z roku 1504

### Klanění tří králů
Námětově patří k Vánocům také Klanění tří králů. Motiv hvězdy se objevuje již ve 4. století. Především ve východní církvi se objevují rozsáhlé umělecké cykly zobrazující celý legendický příběh tří králů.
Řada zobrazovaných detailů klanění králů je opět apokryfních. Bible nejenže nezmiňuje jména „králů“ (dle biblického textu má jít o mágy), ale dokonce nezná ani jejich počet, který odpovídá počtu darů a zároveň může symbolizovat tři tehdy známé světadíly (Evropa, Asie, Afrika).

### Chronologický přehled
V českém i evropském gotickém umění byly Vánoční události zpravidla zobrazovány jako součást christologických cyklů. Příkladem je například Vyšebrodský cyklus od Mistra vyšebrodského oltáře. Narození Krista v tomto cyklu obsahuje množství vedlejších ikonografických motivů, což je pro gotické umění obvyklé. Marie zde mj. líbá malého Ježíše jako poukaz na paradoxní situaci, že ji katolická teologie chápe nejen jako Kristovu matku, ale i jako symbol církve tj. nevěstu Kristovu. V popředí výjevu je zobrazen donátor a také nezvyklý apokryfní motiv lázně.

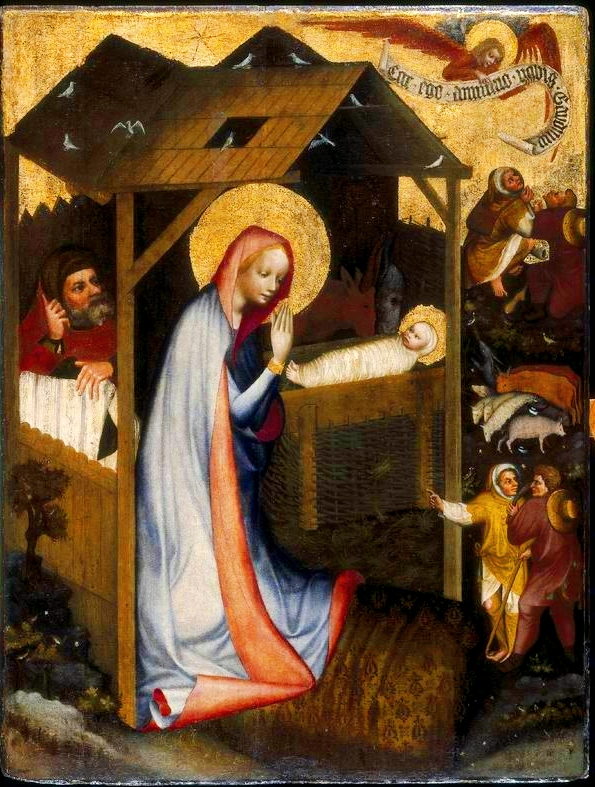
Adorace z Hluboké, kol. r. 1370

Od druhé poloviny 14. století se často pod vlivem sílícího dobového důrazu na Krista objevuje motiv Adorace Krista, kdy se Marie malému Ježíši klaní. Příkladem je Adorace z Hluboké od Mistra třeboňského oltáře.
Na obraze Klanění tří králů od Giotta di Bondone z let 1304–6 se poprvé objevuje od té doby obvyklé zobrazení betlémské hvězdy jako komety.
V pozdní gotice a rané renesanci jsou často spojovány motivy klanění pastýřů a příjezdu tří králů. Výjevy mívají mnohafigurový komparz, bohatě a podrobně zobrazenou krajinu. Příkladem je nedokončené Klanění tří králů od Leonarda da Vinci. Na obrazech z této doby se také často objevují klečící donátoři. Na klanění tří králů mívají dokonce někdy podobu některého z králů.
Vrcholně renesanční a především barokní zobrazení směřují opět k intimitě a to i na obrazech s mnoha postavami, jako na Klanění tří králů ze Smiřic od Petra Brandla.
V pobarokním sekularizujícím se prostředí se zobrazení Vánočních událostí přesouvá do sentimentální polohy lidového umění, například vyřezávaných betlémů, obsahujících často i stovky figurek, zobrazení řady periferních a zcela anachronických motivů, dějů. Výjimkou přitom nejsou pohyblivé betlémy především z konce 19. století.
Ve „vysokém“ umění se objevují spíše výjimečně. V 19. století například v díle nazarénů, ve 20. století pak v tvorbě některých katolicky orientovaných tvůrců, v Čechách například Bohuslava Reynka.

### Česko
Téma Vánoc se objevuje především v literatuře z doby národního obrození. Autoři tak šířili české povědomí, kulturu a tradice. Popis Vánoc či vánoční tematiku nalezneme v poezii i próze. Součástí sbírky Kytice (1853) od Karla Jaromíra Erbena je i balada Štědrý den. Dvě dívky se na Štědrý den vydají k jezeru, aby zde podle staré pověry ve vodách jezera spatřily budoucnost. Jedna uvidí svatbu, druhá smrt. Oboje se do roka vyplní. Jan Neruda je autorem básní Romance štědrovečerní (Balady a romance, 1883) a Ukolébavka vánoční (Zpěvy páteční, 1896). Známou báseň Vánoce (Co život dal, 1883) napsal Jaroslav Vrchlický během jednoho ze svých pobytů v Čisté u Rakovníka. Vánoce a vánoční zvyky na českém venkově líčí i Božena Němcová ve své Babičce (1855). Vánoce kupeckého učně v rodině městského obchodníka popisuje Ignát Herrmann ve své povídce Tobiáškův Štědrý den. Bratři Mrštíkové věnovali Vánocům kapitolu ve svém díle Rok na vsi (1903 – 1904). Popisují zde Vánoce na Slovácku na přelomu 19. a 20. století.

#### Knihy o Vánocích a vánočních zvycích
S ohledem na tradice spojené se slavením jsou vydávány knihy s tematikou koled (např. kniha Vánoční koledy s nahrávkami a notovým zápisem), vaření vánočních pokrmů (např. kniha Nejchutnější vánoční cukroví), nebo zdobení interiérů (Vánoční inspirace, autor Markéta Lukášová). Mezi zdařilé jsou prodejci v 21. století zařazovány díla jako dílo Lucie Kochové Velká kniha o Vánocích nebo Česká vánoční kniha
Michaely Zindelové. V 21. století jsou často vydávány knihy obsahující sbírky povídek nebo literárních děl s vánoční tematikou od renomovaných literárních autorů minulých století.

## Televize a film
Vánoční a předvánoční období je v USA i ve světě jedním z období, kdy se v kinech konají premiéry vysokorozpočtových filmů. Tvůrci si od období svátků slibují větší zisky a vzhledem k blízkosti konce roku i větší naději v boji o nominace na filmovou cenu Oscar.
Existuje mnoho filmů s vánoční tematikou. Příběh A Christmas Carol od Charlese Dickense se dočkal hned několika filmových adaptací. V polovině 20. století si velkou popularitu získal film Zázrak v New Yorku (1947). V 90. letech byla populární série filmů Sám doma (Sám doma (1990), Sám doma 2: Ztracen v New Yorku (1992) a další tři méně známé filmy). 
V televizi se na Vánoce tradičně vysílají pohádky, komedie či show s vánoční tematikou.

### Pohádky
V Česku patří k nejoblíbenějším vánočním pořadům výpravné filmové pohádky, z klasických například Pyšná princezna (1952), Princezna se zlatou hvězdou (1959), Tři oříšky pro Popelku (1973) či ruský Mrazík (1964), z modernějších pak třeba Nesmrtelná teta (1993), Princezna ze mlejna (1994), Princezna ze mlejna 2 (2000) či Anděl Páně (2005). Celosvětově mezi zdařilé počiny v tomto směru patří televizní zpracování novely Charlese Dickense A Christmas Carol s názvem Duch Vánoc (1984), veršovaný Grinch (2000) s Jimem Carreym, animovaný Polární expres (2004) nebo Otec prasátek (2006). Mezi dětmi je v druhé dekádě 21. století velmi oblíbený animovaný film Ledové království (2013).

### Seriály
Dne 17. prosince 1989 vznikl první díl řádných dvacetiminutových epizod seriálu Simpsonovi, který nese název Vánoce u Simpsonových. Vánoce jsou oblíbeným tématem sitcomů. Například v roce 1989 vznikl vánoční speciál sitcomu Ženatý se závazky – It's A Bundyful Life (dvoudílná epizoda).

### Komedie
Vánoce jsou nakloněny ztřeštěným taškařicím s mnoha veselými nedorozuměními. Některé komedie s vánoční tematikou jsou oprávněně řazeny mezi horory. Mezi propagované vánoční komedie patří tematická řada Sám doma (pět filmů, 1990 – 2012), ale i Strašidelné Vánoce (1988), Vánoční prázdniny (1989), Rolničky, kam se podíváš (1996), Tehdy o Vánocích (2000), Santa je úchyl! (2003), Ukradené Vánoce (2003), Láska nebeská (2003), Vánoce naruby (2004), Každý den jsou Vánoce (2006), Vezmeš si mě? (2008), Čtvery Vánoce (2008), Velká vánoční jízda (2011). 
Do žánru fantasy spadá filmové zpracování románu Terryho Pratchetta Otec prasátek (2006).
U animovaných filmů pro děti jsou v posledních letech oblíbené vánoční speciály známých sérií jako Shrekovy Vánoce (2007), Doba ledová: Mamutí Vánoce (2011) či Šmoulokoleda (2011).

### Horory
Horory na vánoční téma jsou výrazné mísením očekáváním sladkostí a klidu s příběhem plným brutálního násilím a lekačkami. Krev na sněhu esteticky vyniká výrazným kontrastem. Kritici však tvrdí, že kombinování hororu a Vánoc jednoduše komerčně většinou nefunguje. Mnohé vánoční horory se pokouší kombinovat ve vánočním aranžmá komedii a strašidelný příběh.
Do téta kategorie patří filmy jako Černé Vánoce (1974 a remake z roku 2006), Vánoční zlo (1980), Gremlins (1984), Krvavé Vánoce (1984), Silent Night, Deadly Night (1984), Vánoční teror (1989), Santa Claws (1996), Jack Frost (1998), Ďábelský Santa (2005), P2 (2007), Vzácný export (2010), Mrtvoly přicházejí (2011) a další.

### Romantické
Romantika Vánoc podtrhuje happyendy a pomáhá vytvořit tu správnou atmosféru pro zamilované, jako ve filmech Láska nebeská (2003), Max, Katrin a Vánoce se psem (2004) nebo Bláznivé Vánoce (2005).